# Bundessteuerberaterkammer
Die Bundessteuerberaterkammer (BStBK) ist eine Körperschaft des öffentlichen Rechts mit Sitz in der Behrenstraße 42 in Berlin-Mitte, welche zur Objektivierung verpflichtet und politisch neutral ist. Sie ist die gesetzliche Spitzenorganisation der 21 Steuerberaterkammern in Deutschland.
Die Bundessteuerberaterkammer vertritt die Gesamtheit von fast 105.000 Steuerberatern, Steuerbevollmächtigten und steuerberatenden Berufsausübungsgesellschaften in Deutschland (Stand 5. Mai 2025). Ihre Aufgaben sind im § 86 des Steuerberatungsgesetzes geregelt. Die Rechtsaufsicht über die BStBK hat das Bundesministerium der Finanzen.

## Geschichte
Mit dem Inkrafttreten des Steuerberatungsgesetzes am 1. November 1961 wurde die berufsständische Selbstverwaltung der Steuerberater geschaffen.
Damit konnte der steuerberatende Beruf zum ersten Mal seine Tätigkeit bundesweit unabhängig von der Finanzverwaltung ausüben. Ziel war es, die Freiberuflichkeit und die Unabhängigkeit des Steuerberaters zu sichern.
Im Jahr 1990 wurden die Steuerberaterkammern Brandenburg, Mecklenburg-Vorpommern, Sachsen, Sachsen-Anhalt sowie Thüringen gegründet. Die Berufskammer der im Ostteil der Stadt tätigen Berufsträger wurde der Steuerberaterkammer Berlin zugeteilt.
Seit dem 1. Januar 1991 ist mit dem Inkrafttreten der Regelungen aus dem Einigungsvertrag das Steuerberatungsgesetz auch in den neuen Bundesländern anzuwenden. Nachdem die Bundesregierung und das Parlament von Bonn nach Berlin umgezogen sind, erfolgte auch der Umzug von Köln nach Berlin im Jahr 2001.

## Organisationsstruktur
Als Organisation der beruflichen Selbstverwaltung ist die Bundessteuerberaterkammer demokratisch legitimiert. Die Steuerberater wählen in ihren Kammerbezirken die Vorstände der bundesweit 21 Steuerberaterkammern.

### Präsidium
Das Präsidium wird für vier Jahre von der Bundeskammerversammlung gewählt und leitet die BStBK. Es setzt sich aus dem Präsidenten, den drei Vizepräsidenten und fünf weiteren Mitgliedern zusammen, die ausschließlich Vorstandsmitglieder der Steuerberaterkammern sind.
In den Aufgabenbereich des Präsidiums fallen alle Entscheidungen und Maßnahmen, soweit diese nicht der Bundeskammerversammlung oder der Satzungsversammlung vorbehalten sind. Insbesondere obliegt dem Präsidium die Ausführung der Beschlüsse der Bundeskammerversammlung, die Erstattung von Gutachten und die Abgabe von Stellungnahmen, die Einsetzung von Ausschüssen und die Rechnungslegung. Seit September 2019 übt Hartmut Schwab das Amt des Präsidenten aus.

### Vizepräsidenten
- Volker Kaiser (StB)
- Dirk Rose (StB/WP/RA/FA f. StR)
- Alexander C. Schüffner (StB)

### Geschäftsführer
- Bettina Bethge

- Claudia Kalina-Kerschbaum

### Vorherige Präsidenten
- 1962–1964: Gerhard Thoma
- 1964–1968: Franz Hörstmann
- 1968–1975: Edmund Wehler
- 1975–1983: Hubertus Möckershoff
- 1983–1999: Wilfried Dann
- 1999–2003: Volker Fasolt
- 2003–2007: Klaus Heilgeist
- 2007–2015: Horst Vinken
- 2015–2019: Raoul Riedlinger

### Satzungsversammlung
Die Satzungsversammlung der Bundessteuerberaterkammer hat die Aufgabe, die Berufsordnung der Steuerberater als Satzung zu erlassen und Änderungen der Berufsordnung der Steuerberater zu beschließen, welche mit der Mehrheit aller Mitglieder der Satzungsversammlung gefasst werden. Sie ist zudem für den Erlass und die Änderung der Fachberaterordnung, die Bestandteil der Berufsordnung der Steuerberater ist, zuständig.
Die Satzungsversammlung setzt sich aus dem Präsidenten der Bundessteuerberaterkammer, den Präsidenten der Steuerberaterkammern und weiteren von den Kammermitgliedern direkt gewählten Delegierten zusammen. Die Satzungsversammlung hat 95 Mitglieder. Jedes Mitglied der Satzungsversammlung entscheidet unabhängig und verfügt über eine Stimme.

### Bundeskammerversammlung
Die Bundeskammerversammlung ist die Versammlung der Steuerberaterkammern und oberstes Organ der Bundessteuerberaterkammer. Sie tritt in der Regel zweimal im Jahr zusammen.

#### Aufgaben der Bundeskammerversammlung (Auswahl)
- Wahl und Entlastung des Präsidiums
- Beschlussfassung über die Satzung, Beitragsordnung und Wahlordnung sowie den Wirtschaftsplan der Bundessteuerberaterkammer
- Beratung von Steuergesetzen (vgl. § 86 II Nr. 4,5,6 [Aufgaben der Bundessteuerberaterkammer] StBerG) und bei der Beratung von Gesetzen auf allen Rechtsgebieten der beruflichen Betätigung[7] und Unterstützung der Steuerberater, insbesondere durch die berufliche Fortbildung
- Wahl der Rechnungsprüfer
- Feststellung der mehrheitlichen Auffassung der Steuerberaterkammern
- Vertretung und Entscheidung über die nationale und internationale Zusammenarbeit mit anderen Berufskammern und Verbänden
- Beschlussfassung über Verlautbarungen der Bundessteuerberaterkammer

#### Zusammensetzung der Bundeskammerversammlung
Die Bundeskammerversammlung setzt sich aus Vertretern der Steuerberaterkammern zusammen. Jede Steuerberaterkammer wird durch höchstens drei Delegierte vertreten, die Mitglieder des Vorstands ihrer Kammer sein müssen. Als Begleiter der Delegierten können höchstens zwei weitere Vorstandsmitglieder oder Geschäftsführer einer Steuerberaterkammer mit beratender Stimme teilnehmen.

#### Durchführung der Bundeskammerversammlung
Die Bundeskammerversammlung wird unter Mitteilung der Tagesordnung vom Präsidenten der Bundessteuerberaterkammer einberufen und von ihm geleitet. Zeitpunkt und Ort der Bundeskammerversammlung bestimmt das Präsidium. Sie ist einzuberufen, wenn dies mindestens fünf Steuerberaterkammern beantragen.
In der Bundeskammerversammlung haben die Steuerberaterkammern je nach Mitgliederzahl unterschiedliche Stimmen (mindestens zwei, höchstens vier Stimmen). Die Stimmen der Steuerberaterkammern können nur einheitlich je Kammer abgegeben werden. Änderungen der Satzung, Beitragsordnung und Wahlordnung sowie die Abberufung von Mitgliedern des Präsidiums bedürfen einer Mehrheit von zwei Dritteln der abgegebenen Stimmen; für sonstige Beschlüsse reicht die einfache Mehrheit aus.

### Mitglieder
Die Steuerberater in Deutschland sind kraft Gesetz Mitglied einer der folgenden 21 Steuerberaterkammern:
| Bundesland             | Steuerberaterkammer                         | Sitz                 |
| ---------------------- | ------------------------------------------- | -------------------- |
| Baden-Württemberg      | Steuerberaterkammer Nordbaden               | Karlsruhe            |
| Baden-Württemberg      | Steuerberaterkammer Stuttgart               | Stuttgart            |
| Baden-Württemberg      | Steuerberaterkammer Südbaden                | Freiburg im Breisgau |
| Bayern                 | Steuerberaterkammer München                 | München              |
| Bayern                 | Steuerberaterkammer Nürnberg                | Nürnberg             |
| Berlin                 | Steuerberaterkammer Berlin                  | Berlin-Tiergarten    |
| Brandenburg            | Steuerberaterkammer Brandenburg             | Potsdam              |
| Bremen                 | Hanseatische Steuerberaterkammer Bremen     | Bremen               |
| Hamburg                | Steuerberaterkammer Hamburg                 | Hamburg              |
| Hessen                 | Steuerberaterkammer Hessen                  | Frankfurt am Main    |
| Nordrhein-Westfalen    | Steuerberaterkammer Düsseldorf              | Düsseldorf           |
| Nordrhein-Westfalen    | Steuerberaterkammer Köln                    | Köln                 |
| Nordrhein-Westfalen    | Steuerberaterkammer Westfalen-Lippe         | Münster              |
| Mecklenburg-Vorpommern | Steuerberaterkammer Mecklenburg-Vorpommern  | Rostock              |
| Niedersachsen          | Steuerberaterkammer Niedersachsen           | Hannover             |
| Rheinland-Pfalz        | Steuerberaterkammer Rheinland-Pfalz         | Mainz                |
| Saarland               | Steuerberaterkammer Saarland                | Saarbrücken          |
| Sachsen                | Steuerberaterkammer des Freistaates Sachsen | Leipzig              |
| Sachsen-Anhalt         | Steuerberaterkammer Sachsen-Anhalt          | Magdeburg            |
| Schleswig-Holstein     | Steuerberaterkammer Schleswig-Holstein      | Kiel                 |
| Thüringen              | Steuerberaterkammer Thüringen               | Erfurt               |

Die Steuerberaterkammern wiederum bilden eine Bundeskammer, die die Bezeichnung „Bundessteuerberaterkammer“ führt (vgl. § 85 StBerG).

## Publikationen

### Report der Bundessteuerberaterkammer
Der BStBK-Report ist das offizielle Publikationsorgan der Bundessteuerberaterkammer. Dieser erscheint monatlich, informiert über die Arbeit der Bundessteuerberaterkammer und über aktuelle steuer- sowie berufsrechtliche Themen. Der Report wird in der Zeitschrift "Deutsches Steuerrecht" (DStR) veröffentlicht.

### Jahresbericht
Die jährlich erscheinende Publikation gibt einen Überblick über die Arbeit der Bundessteuerberaterkammer und die berufs- und steuerpolitischen Entwicklungen im vergangenen Jahr.

## Themen und Aufgaben

### Themen der BStBK

#### Steuerrecht und Rechnungslegung
Die Bundessteuerberaterkammer stellt als sachkundige Organisation ihre Fachkompetenz zur Optimierung des deutschen Steuerrechts zur Verfügung. Steuerrechtsänderungen sollten sich stets an Steuergerechtigkeit, Planbarkeit und Praktikabilität orientieren. Sie bringt in zahlreichen Stellungnahmen und Anhörungen ihren Sachverstand ein. Das Themenspektrum ist breit gefächert. Die fachliche Expertise der Bundessteuerberaterkammer ist gefragt bei Politik und Verwaltung, und das sowohl national als auch international. Dies zeigen die aktuellen Aufforderungen, zu Gesetzen, Richtlinien und BMF-Schreiben sowie zu Konsultationen der EU Stellung zu nehmen.

#### Berufsrecht
Die Bundessteuerberaterkammer vertritt die Interessen des steuerberatenden Berufs auf Bundesebene sowie gegenüber den EU-Institutionen und wirkt bei der Gestaltung und praxisgerechten Fortentwicklung des Berufsrechts mit. Darüber hinaus gehört es zu den Aufgaben der Bundessteuerberaterkammer, aktuelle berufspolitische und -rechtliche Entwicklungen zu beobachten und die Berufsangehörigen hierüber zu informieren.

### Aufgaben

#### Aufgaben der Bundessteuerberaterkammer
§ 86 des Steuerberatungsgesetzes regelt die Aufgaben der Kammer. Entgegen der weitläufigen Auffassung ist die Bundessteuerberaterkammer keine übergeordnete Einrichtung, die den einzelnen Steuerberaterkammern Anweisungen erteilen kann. Nach § 86 Abs. 1 Nr. 1 Steuerberatungsgesetz obliegt der Bundessteuerberaterkammer die Befassung mit Angelegenheiten, welche die Gesamtheit der Steuerberaterkammern angehen. Sie hat die Auffassung der einzelnen Kammern zu ermitteln und im Wege gemeinschaftlicher Aussprache die Auffassung der Mehrheit festzustellen. Demnach ist die Bundessteuerberaterkammer ein Zusammenschluss aller Steuerberaterkammern, die die Angelegenheiten aller Kammern bündelt und gegenüber Politik und Öffentlichkeit vertritt.

## Zukunftsinitiative „Steuerberatung 2020“
Die Bundessteuerberaterkammer hat im Jahr 2014 Empfehlungen für Steuerberatungskanzleien entwickelt, die Perspektive für die zukünftige Entwicklung des Berufsstandes aufzeigen. In vier Zukunfts-Workshops wurde das Thema „Steuerberatung 2020 – Veränderungsnotwendigkeit, Veränderungsmöglichkeiten und Handlungsfelder“ analysiert. Die Bundessteuerberaterkammer arbeitet mit den 21 Steuerberaterkammern vehement daran, den Berufsstand der Steuerberater für die folgenden Jahre zukunftsfest aufzustellen. Mehr als 60 Vertreter aller Steuerberaterkammern haben stellvertretend für den mehr als 92.000 Mitglieder starken Berufsstand die von der Bundeskammerversammlung verabschiedeten „Sieben Thesen zur Zukunft des Berufs“ in den Workshops „Wettbewerb um Mitarbeiter – Steuerberater als attraktiver Arbeitgeber“ und „Wettbewerb um Mandanten – Steuerberater als attraktiver Problemlöser“ diskutiert.

## Nachwuchskampagne „Mehr als Du denkst“
Im Jahr 2009 hat die Bundessteuerberaterkammer die Nachwuchskampagne „Mehr als Du denkst“ ins Leben gerufen, um Jugendlichen bei der Berufswahl zu unterstützen und Ausbildungsplätze für die Berufsausbildung zum/zur Steuerfachangestellten zu finden. Mit der Neuauflage der Kampagne im Jahr 2014 konnte Jennifer Hof, Gewinnerin der 3. Staffel von „Germany’s Next Topmodel“ als das neue Gesicht der Nachwuchskampagne gewonnen werden.

## Mitgliedschaften

### DWS-Institut
Das als eingetragener Verein organisierte Deutsche wissenschaftliche Institut der Steuerberater unterstützt Steuerberater bei der täglichen Berufspraxis. Es führt Fortbildungsveranstaltungen durch, gibt Fachschriften heraus und informiert zu konkreten steuerrechtlichen Zweifelsfragen und Problemen. Die Bundessteuerberaterkammer wirkt im DWS-Institut mit, welche Fachliteratur, Checklisten und Formulare herausgibt.